# 3호선 스카버러
3호선 스카버러(영어: Line 3 Scarborough)는 캐나다 온타리오주 토론토의 토론토 지하철 노선 중 하나였다. 이 노선은 토론토의 동부 지역인 스카버러 지역 내에서 운행되었으며, 6개의 역과 길이 6.4km로 대부분 고가 선로로 운행하였다. 남서쪽 종점인 케네디역에서 2호선 블루어-댄포스로 갈아탈 수 있었으며, 북동쪽 종점은 매코원역에서 종착하였다. 2022년에 이 노선은 연간 472만 명의 승객이 이용하였으며, 2023년 1분기 기준 평일에 하루 평균 17,600명의 승객이 이용하였다.
3호선의 전동차는 다른 노선에서 사용되는 대형 중전철 전동차가 아닌 준자동화된 중형 전동차로 구성되었다. 토론토 교통국 (TTC)이 S 시리즈로 지정한 이 전동차는 도시교통개발회사 (Urban Transportation Development Corporation, UTDC)에서 제작한 중형철도수송시스템 (ICTS)인 마크 I 전동차이다. 이 전동차는 토론토 게이지인 1,495mm의 궤간을 사용하는 토론토의 다른 지하철 노선과는 달리 직선형 전동기 (리니어 모터)로 구동되며 1,435mm 궤간의 표준궤에서 운행하였다.
이 노선은 1985년 개통 당시와 거의 변화가 없었고, 토론토 지하철에서 승객 수가 가장 적은 두 역이 이 노선에 있었다. 2000년대 후반부터 토론토에서는 노선을 유지·보수하여 연장하거나, 80년대 기술로 운행하던 전동차를 오늘날의 경전철 노선으로 개량하거나, 노선을 완전 폐쇄하여 2호선 블루어-댄포스를 다른 노선을 따라 스카버러까지 연장하는 계획을 두고 열띤 논의를 벌였다. 2013년, 토론토 시의회는 3호선을 대체하기 위해 2호선을 세 정거장 연장하기로 확정하였다.
2016년, 또다른 대중교통 사업을 위한 공사비 확보를 위해 토론토는 세 정거장 대신 한 정거장만 짓는 방안으로 계획을 축소하였고, 이 연장 구간은 2026년에 완공할 예정이었다. 2019년, 온타리오주 진보보수당의 더그 포드 주지사는 세 정거장 연장 계획을 복원했고 모든 건설 비용은 주 정부에서 부담할 것이라고 약속했다.
TTC는 2023년 11월에 3호선 운행을 중단할 계획이었으며, 2호선 블루어-댄포스가 스카버러센터역까지 연장 개통될 때까지 (2030년 추정) 셔틀버스가 3호선 열차 운행을 대신할 예정이었다. 하지만 2023년 7월 열차 탈선 사고로 노선이 예정보다 4개월 일찍 폐쇄되었다. 2023년 3월에 나온 3호선 폐쇄 계획안에 따르면 케네디역과 엘즈미어역 사이의 기존 선로를 걷어내어 버스 전용 차로로 전환할 계획이고, 이는 2025년에 완공을 목표로 하였다.

## 역사

### 초기 구상안
토론토 동부의 중심 쇼핑몰인 스카버러 타운 센터까지 도시 철도 노선을 연장하자는 계획은 스카버러 타운 센터가 오늘날의 위치에 건설하자는 제안과 동시에 나왔다. 1968년에 블루어-댄포스선이 서쪽으로 이즐링턴역, 동쪽으로 워든역까지 연장되면서 토론토 통합시의 한 계획 보고서에 따르면 워든역에서 북동쪽으로 떨어진 옛 캐나다 북부 철도 본선을 따라 부동산 개발이 이루어지고 있는 동네를 지나 마컴 로드와 셰퍼드 애비뉴까지 지하철을 연장하는 방안을 검토하였다. 이 연장 계획안에 따르면 케네디역을 포함해 정거장이 총 14개로, 미들랜드 애비뉴와 엘즈미어 로드 사이에 중간 정차역이 여럿 있었다. 이 역들이 모두 지어질 지는 불투명했지만 주요 간선 도로를 따라 각 정거장의 승차 추정치는 하루에 1,080명에서 3,500명 사이였다.
통합시 설계자들에게 있어서는 이 정도의 승객 수는 완전한 지하철을 짓기에는 부족했지만 이 정류장이 토론토 시내에서 얼마나 멀리 떨어져 있는지를 고려했을 때 도시 철도 노선을 지을 타당성은 충분해보였다. 스카버러 지역에 거주하는 주민들에게 있어서는 버스로 출퇴근하기엔 너무 멀었고, 예상 승객 수는 버스가 감당할 수 있는 수준을 넘어섰다. 이 문제는 "중간 수용량 격차" (intermediate capacity gap)라고 불리는데, 버스의 경우 하루에 얼마나 많은 승객을 실어나를 수 있는 지는 한계가 있는데, 보통 시간당 최대 3천 명의 승객을 실어나를 수 있다. 트램은 버스보다 더 많은 승객을 실어나를 수 있기 때문에 시간당 5천 명의 승객을 실어나를 수 있다. 한편 지하철은 많은 승객들을 실어나를 수 있고, 시간당 최대 4만 명의 승객을 실어나를 수 있었다. 하지만 지하철을 짓는 데에는 적지 않은 건설 비용이 들어갔고, 1970년에 이 문제를 고려했던 통합시와 교통국 관계자에 따르면, 출퇴근 시간대에 적어도 시간당 2만 명의 승객을 실어날라야 지하철 건설의 타당성이 있다고 밝혔다. 이에 따라 통합시는 시간당 5천 명 이상, 2만 명 미만의 승객을 실어나를 수 있는 중형 교통수단을 찾아야했다.
TTC는 버스와 노면전차 노선을 차도로부터 분리하여 전용 차선으로 운행하면 속도는 물론 수용량도 늘릴 수 있다는 점을 알고 있었다. 폐선된 캐나다 북부 철도 선로를 따라 트램을 운행하면 지하철과 비교했을 때 보다 저렴하게 운행할 수 있고, 스카버러 북동부까지 도시 철도를 연장할 수 있게 되었다. 교통국은 1969년에 더 큰 네트워크의 일부로서 스카버러로 이어지는 트램 노선을 제안했다. 이 계획의 후속판을 보면 1980년까지만 해도 TTC가 트램을 운행할 계획이었으나, 이후 중형 교통수단 운행을 위한 새로운 기술을 도입할 가능성을 열어두었다.

### 노면전차 대 자기부상열차
토론토 교통국과 통합시가 스카버러 도시 철도 문제와 씨름하는 동안 주 정부에는 새로운 바람이 불었다. 1971년 빌 데이비스가 온타리오주 진보보수당 대표 경선에서 승리하였고 이후 온타리오 주지사에도 당선되었다. 1971년 6월 3일, 데이비스는 자동차에 초점을 맞추는 것이 아닌 대중교통을 통해 미래의 교통 수요를 해결하려는 정부 의지에 따라 스파다이나 고속도로의 주 정부 지원을 취소하겠다고 발표하였다. 그의 비전의 일부로, 빌 데이비스는 온타리오 전역의 대중교통 기관 지원금을 늘렸다. 1954년까지만 해도 승객들이 지불하는 요금으로 충당했던 TTC는 증가하는 운행 비용과 자가용과의 경쟁 속에서 살아남기 위해 정부 보조금으로 적자를 메워야 했다. 주 정부 보조금은 증가하여 모든 교통 기관의 운영 적자 절반과 전체 예산의 75%를 충당하였다. 이에 따라 토론토 주변의 지자체들이 대중교통 기관을 다수 출범하였다. 통합시에서는 TTC가 서비스를 유지 및 확장하고 승객 수를 늘리는 데 정부 보조금이 적지 않은 역할을 하였다.
빌 데이비스는 또한 온타리오교통개발공사 (Ontario Transportation Development Corporation)라는 새로운 주 공기업을 설립해 기존 지하철 비용보다 더 적은 비용으로 인구 밀도가 적은 지역에 빠른 대중교통을 제공할 수 있는 기술을 찾아 중간 수용량 격차 문제를 해결하고자 하였다. TTC는 이에 대해 노면 전차를 제안한 반면 빌 데이비스는 오래된 기술을 사용하는 데 관심이 없었다. 자동차와 같이 그는 노면전차가 과거의 기술이라고 생각하였고, 미래 지향적인 첨단 기술로 접근할 필요가 있다고 주장하였다. 1972년 11월 22일, 새로 설립된 교통통신부는 토론토 내에 중형철도수송시스템 (ICTS) 노선을 짓기 위해 GO-Urban 계획안을 발표하였다. 이 계획안에 따르면 고무 타이어, 에어쿠션, 심지어는 자기부상열차 뿐만 아니라 개인 고속 수송 시스템이나 경전철을 포함한 다양한 디자인과 기술을 고려하였다. 데이비스 정부는 자기부상에 관심을 기울였고, 1973년 5월 1일에는 서독 회사였던 크라우스-마파이 베크만과 협력하여 캐나다 내셔널 박람회에서 시범으로 운행될 자기부상열차를 구축을 추진하고 있다고 밝혔고, 박람회장과 유니언역을 잇는 또 다른 노선을 지을 가능성이 있다고 발표하였다.
한편, 토론토 통합시와 교통국은 도시의 노면전차에 새로운 활력을 불어넣었는데, 노면전차를 위한 토론토 (Streetcars for Toronto) 위원회와 같은 지역 단체들의 노력으로 교통국은 1972년 11월 이사회 회의에서 노면전차 폐지 계획을 철회하였다. 기존에 있던 PCC 노면전차를 보강하고 이 전차를 대체할 새로운 노면전차를 설계하고 제조하는 데 진전을 보였다. 스파다이나 애비뉴를 잇는 노면전차 노선과 스카버러 타운 센터와 토론토 지하철을 잇는 스카버러 도시철도 노선 등 새로운 노면전차 노선에 대한 계획도 확고해졌다.
스카버러의 주요 쇼핑몰인 스카버러 타운 센터는 1973년 5월 2일에 개장하였다. 스카버러는 쇼핑몰 근처에 관공서를 입주해 이곳을 스카버러의 새로운 도심으로 조성하고자 하였다. 스카버러는 새로 조성된 시내까지 지하철을 놓고자 하였지만, 통합시는 워든역에서 케네디역까지만 한 정거장 연장하는 데 그쳤다. 블루어-댄포스선 케네디 연장에 따라 스카버러 도시철도 계획안도 수정되었다. 스카버러가 캐나다 내셔널 철도가 소유한 노선 주변과 부지를 주택으로 개발하면서, 밥 와이트먼과 스티븐 먼로와 같은 지지자들과 전문가들의 조언 하에 통합시는 대중교통계획에서 노면전차를 케네디역에서 북쪽으로 CN 억스브릿지선을 따라 엘즈미어 로드까지 운행하고, 동쪽으로 지상이나 고상 선로를 통해 스카버러 타운 센터까지 운행할 것을 권고하였다.
당시 교통국과 통합시 설계가들은 지하철 건설 비용 상승(워든에서 케네디까지 2.5km 구간을 연장하는 데 1970년대 말 최소 4100만 달러가 소요될 계획)과 지하철이 운행하기 적합한 인구 밀도가 높은 곳에는 이미 지하철이 다닌다는 이유로 케네디 및 키플링 연장을 마지막으로 지하철 연장을 당분간 중단할 것이라고 선언하였다.
1975년에 제안된 스카버러 경전철 노선은 스카버러 북동쪽으로 이어지는 새로운 도시철도의 첫 단계이자 새롭게 개발이 한창 진행되고 있는 지역으로 저렴하게 도시철도를 짓는 동시에 지하철까지 빠르게 이동할 수 있었다. 역들은 지하철역만큼 클 필요가 없었고, 로렌스와 에글린턴 사이, 브림리 로드 위에 작은 역을 지을 계획이었다. 스카버러 경전철 노선은 한때 핀치와 모닝사이드까지 연장하여 이후 장기적으로 토론토 동물원과 피커링까지 이 노선을 연장하자는 계획도 있었다. 1단계 구간인 케네디역에서 스카버러센터까지 13.2km 구간은 건설 비용이 8,500만 달러로 추산되었으며, 이는 당시 지하철 건설 비용의 40%에 불과하였다. 이 노선은 신형 노면전차인 CLRV 노면전차를 이용하며, 반입하기로 계약된 196대 중 22대는 스카버러선에서 최대 3량의 열차로 운행할 예정이었다.
한편, 캐나다 내셔널 박람회에서 자기부상열차 시범 노선을 건설하려는 주 정부의 계획은 난관에 부딪혔다. 크라우스-마파이의 '트랜스래피드' (Transrapid) 시스템이 도시 간을 잇는 고속 급행 열차로 구상되었고 근접한 역을 잇는 도심 노선으로는 부적합하다는 사실에 대한 문제가 있었다. 서독 정부는 또한 자기부상열차 기술에 대한 선택권을 다른 회사들에 통합하고 크라우스-마파이의 자기부상열차 계획에 대한 지원을 축소하기로 하였다. 이에 따라 크라우스-마파이는 주 정부와 계약을 철회해야 했으며, GO-Urban 계획은 나무 몇 그루를 베고 몇 개의 지지 기둥을 짓다가 결국 철회되었다.

### 돌파구를 찾는 시제품
자기부상열차가 물거품으로 돌아간 주 정부는 도시 교통을 위한 직선형 유도 전동기 기술 개발로 계획을 전향하였다. 1975년 6월, 온타리오교통발전회사 (OTDC)는 도시교통개발공사 (Urban Transportation Development Corporation, UTDC)로 이름을 바꾸었고, SPAR Aerospace, Standard Electrik, Lorenz, Dofasco, Alcan 및 Canadair를 포함한 연합체가 구성되어 직선형 유도 기술을 이용한 전동차를 제조하였다. 이 기술은 자석과 교류를 포함하여 바퀴와 선로 사이에 직접적인 접촉 없이 금속 스트립 (반응 레일)을 따라 전동차를 추진하여 더 부드러운 가속과 마모 감소를 보장하였다. 그러나 UTDC는 나중에 직선형 유도 모터가 처음에 기대했던 효율 개선을 제공하지 않는다는 것을 발견했으며, 시험운행 중에 바퀴 마모와 소음과 같은 문제가 발생하였다. 이에 따라 스카버러 RT와 토론토의 도시철도 기술 선택을 두고 지속적인 논쟁으로 이어졌다.
ICTS 시험 차량이 준비된 상태에서 온타리오주 정부는 새로운 기술을 선보일 기회를 모색하였다. 브리티시컬럼비아주는 1986년 밴쿠버 세계 박람회를 앞두고 밴쿠버를 위한 무인 첨단 도시철도에 관심을 표명했지만 기술의 실행 가능성에 대한 입증을 요구하였다. 이러한 작동 시스템에 대한 요구는 해밀턴 시내와 산을 연결하는 ICTS 환승 루프 건설 계획으로 이루어졌다. 하지만 이 계획은 지역 주민들과 기업의 반발에 부딪혔고 1981년 12월 해밀턴 시의회에서 계획을 반려하였다.
이와 동시에 온타리오주 정부는 스카버러선이 해밀턴에 비해 토지 이용이나 승인 절차에 있어서 덜 복잡했기 때문에 스카버러 RT를 UTDC가 개발해낸 ICTS 기술을 시연할 수 있는 주요 사업으로 염두해두었다. 주 정부는 TTC와 통합시에 스카버러 노면전차 계획안을 ICTS 기술로 바꿀 것을 요청하였고 변경된 계획안은 1981년 6월에 통합시 의회에서 승인하였다. 하지만 계획 변경으로 건설 비용이 불어났고 개통 시기가 1985년 3월까지 지연되었으며, 케네디와 로렌스 이스트역 사이에 있는 중간역은 계획 변경 과정에서 제외되었다.
토론토 교통국이 1981년에 ICTS 전동차를 24대 구입하기로 하자, 밴쿠버와 디트로이트에서도 ICTS에 관심을 보였다. 스카버러 RT는 1985년 3월 22일에 개통식과 시승 행사와 더불어 공식 개통하였다.

### 문제점
스카버러 RT가 개통하면서 곧 소음 불만, 바퀴와 선로의 마모, 열차를 안내하는 컴퓨터 시스템 문제 등이 발생하였다. 원래 노면 전차를 위해 설계된 케네디역의 회차 루프는 운행 방식을 변경하는 데 적지 않은 돈이 들어갔고 수리를 위해 일시적으로 폐쇄되어 승객들에게 불편을 끼쳤다. 무인으로 운영될 예정이었던 이 노선은 안전상의 이유로 직원을 상주하였고 운영 비용도 증가하였다.
1986년 말, TTC는 ICTS 기술을 이용하여 스카버러 RT를 맬번까지 연장하는 것이 너무 비용이 많이 들 것이라 판단하여 연장안을 백지화하였다. 이 노선 문제가 ICTS 기술에서 비롯되었고, 이를 다른 교통수단으로 바꾼다고 해서 그 문제가 반드시 해결된다는 보장은 없다고 주장하였다.
개통 초기에 문제가 발생한 이후 스카버러 RT는 비교적 원활하게 운행하여 자리를 잡았다. 각 열차에서 기관사가 운전석에 계속 앉아있지만, 각 열차에 탑재된 컴퓨터를 통해 케네디역의 중앙 컴퓨터와 대번포트와 배서스트에 있는 힐크레스트 차량기지에 설치된 단말기와 통신하였다. 이에 따라 전방에 있는 차량과 안전거리를 보장하였다.

### 맬번 연장
스카버러 RT의 기술 문제로 일부 정치인들이 지하철 외의 기술을 통해 중간 용량 격차를 해소할 수 있을 지 의문을 제기하였고, 승객수가 지하철을 짓기에는 부족함에도 불구하고 지하철을 지을 것을 요구하였다. 여론이 바뀌면서 1985년에 나왔던 대중교통 계획안인 네트워크 2011도 처음에는 중형 노선을 제안했으나 일부 지역에는 지하철 노선을 대신 짓는 것으로 방향을 선회하였다.
노선 운행이 안정화된 1990년대 초, 스카버러 RT를 맬번으로 연장하는 계획이 다시 수면 위로 떠올랐다. 1994년, 온타리오주 신민주당 정부는 스카버러 RT 노선을 동쪽으로 센테니얼 대학까지, 북쪽으로 셰퍼드 애비뉴까지 연장하는 방안을 추진하였다. 폐선된 캐나다 북부 철도 선로를 따라 핀치와 모닝사이드까지 연장하는 방안은 다시 거론되지 않았는데, 이는 선로 오른쪽으로 기존 주택에 너무 인접하고 TTC 설계사들은 이 노선의 남쪽 끝 부근에서 주민들에게 받았던 소음 민원을 반복하는 것을 원치 않았기 때문이다. 이 계획 자체로는 맬번 지역 주민들과 센테니얼 대학 학생들의 교통 여건을 개선했지만, 이 계획안은 애물단지이며 세금 낭비라는 비판을 받았다.
결국, 토론토 통합시와 온타리오주는 셰퍼드 지하철과 에글린턴 웨스트 지하철에 자금을 지원하는 데에 그쳤고, 요크 대학교 지하철 연장 및 스카버러 RT 연장은 공사비 지원 대상에서 제외되었다. 이후 보수당이 1995년 선거에서 당선되었고, 마이크 해리스 주지사는 에글린턴 웨스트선의 건설을 중단하고, 주 정부의 대중교통 지원을 전량 삭감하였으며, 스카버러 RT의 맬번 연장은 수포로 돌아갔다.

### 노후화
2000년대에 들어서서 토론토의 교통 전문가들은 스카버러 RT의 미래에 대해 점점 걱정하게 되었다. 승객 수는 늘어나고 있지만, TTC는 이 노선을 연장하거나 배차를 늘릴 수 있는 별다른 수단이 없었다. TTC 버스는 스카버러 북동부에서 스카버러센터역으로 이어지도록 설계되었으며, 이 승객들 대부분은 케네디역에서 블루어-댄포스선으로 다시 갈아타야 했기 때문에 환승에 시간을 적지 않게 잡아먹었다. 이러한 상황에도 불구하고 출퇴근 시간대의 인파를 감당할 전동차는 충분치 않았다. 2000년 9월, TTC는 승객들이 이 노선을 우회할 수 있도록 스카버러센터역과 케네디역 사이에 급행 버스를 추가하였다.
2003년, TTC는 연간 승객 수를 5억 명으로 증가시키기 위해 점진적으로 토론토의 대중교통을 개선하여 승객 수를 늘리는 승차량 증가 전략을 발표하였다. 이 보고서에 따르면 ICTS 기술 유지 비용에 상당한 돈이 들어가고 있으며, 승차 정원이 포화 상태에 이르러 승객들에게 불편을 끼치고 있다고 밝혔다. 이 문제를 해결한다면 연간 600만 명의 승객이 늘어날 수 있다고 밝혔다.
현재의 시스템을 유지하거나 마크 II ICTS 장비를 취급하도록 업그레이드하는 비용이 상당했기에 TTC는 2005년 10월에 스카버러 RT를 어떻게 해야할 지 연구 용역을 의뢰했다. 첫 번째 방안은 스카버러 RT를 완전히 폐선하고 블루어-댄포스선을 대신 연장하는 방안이었는데, 이 방안은 스카버러 정치인들이 선호하는 방안이었다. 이후 스카버러 정치인들은 스파다이나선 요크 대학교 및 본 연장을 앞두고 스카버러 지하철 연장을 우선시하도록 여론전을 벌였다. 스카버러 RT를 대체할 또다른 방안은 애초에 지으려고 했던 경전철 기술이었다. 경전철 차량이 RT를 통해 승객들을 실어나르고, 1986년 TTC 보고서에서 언급한 대로 ICTS 기술을 사용하여 지금의 노선을 업그레이드하는 것과 거의 동일한 비용으로 이 노선을 맬번까지 변환 및 연장할 수도 있었다. 이 방안의 이점은 또한 2006년 토론토시가 트랜짓 시티 대중교통 계획을 발표했을 때 새로 지어질 경전철 노선의 일부로 통합될 수 있다는 점이다.
트랜짓 시티는 에글린턴 애비뉴에서 토론토 피어슨 국제공항까지, 핀치 애비뉴를 따라 영에서 험버 대학까지, 셰퍼드 애비뉴를 따라 돈밀스역에서 메도우베일까지 새로운 경전철 노선을 짓는 방안이었다. 케네디역에서 경전철로 변환된 기존 RT 노선을 넘어 센테니얼 대학과 셰퍼드/마컴 로드까지 이어지는 스카버러 경전철은 스카버러로 이어지는 중요한 연결고리를 제공하여 노선간 전동차 이동과 차량기지 공유가 가능하게 되었다. 기존 노선을 경전철로 개량하면 신형 경전철 차량을 다른 노선 차량과 같이 구매할 수 있기 때문에 더 많은 비용을 절감할 수 있었다. 주 정부는 광역 대중교통 기관인 메트로링스를 통해 TTC의 제안을 받아들여 경전철 사업 비용 전액을 부담하기로 하였다. 하지만 현금흐름 문제를 완화하기 위해 스카버러 RT의 경전철 전환을 2015년 이후로 연기하였다.

### 정쟁의 불씨
2010년 12월, 롭 포드가 토론토 시장으로 선출되면서 트랜짓 시티 계획에 찬물을 쏟아부었다. 포드는 당시 건설 중이던 셰퍼드 이스트 경전철을 철회하고 블루어-댄포스 지하철 연장으로 스카버러 RT를 대체하겠다는 공약을 내걸었다. 스카버러 지하철 연장으로 공사 예산이 불어나고 에글린턴 경전철과 같은 토론토의 다른 경전철 사업으로부터 예산을 끌어들인다는 비판에 부딪혔지만, 포드는 지하철 계획을 강행하였다. 결국 포드는 셰퍼드 이스트와 핀치 웨스트 경전철 건설을 취소하기로 메트로링스와 계약을 체결하고, 에글린턴 경전철 일부 구간을 지하화하는 데 예산을 승인하였다. 이에 대응하여 메트로링스는 스카버러 RT를 경전철로 전환하고 셰퍼드 애비뉴까지 연장한 뒤, 에글린턴 경전철 나머지 부분에 통합할 계획이었다. 이는 메트로링스가 스카버러 RT를 계획대로 경전철로 전환하여 제때 개통할 수 있다는 장점이 있었지만, 포드 진영에서는 이는 예산 낭비라 비판했고, 에글린턴 경전철을 완전히 지하화하기 위해 수십억 달러를 추가했으며, 다른 경전철 사업을 취소하였다.
스카버러 대중교통 논쟁은 롭 포드의 떠들썩한 시장직 전반에 걸쳐 이어졌고 2012년 2월, 토론토 시의회가 일련의 논쟁 끝에 에글린턴 경전철 계획을 다시 원상 복귀하고 핀치 웨스트와 셰퍼드 이스트 경전철 건설 자금도 복구하였다. 스카버러 경전철은 원래대로 지어지지만 메트로링스와 TTC는 에글린턴 경전철이 더 이상 지하로 지어지지 않고 케네디역 북쪽으로 더 많은 수용량이 필요했기 때문에 두 노선은 별개로 운영하기로 했다.
2012년 7월, 정치 바람이 다시 한 번 바뀌었는데, 토론토 교통국 위원인 카렌 스틴츠와 스카버러센터 지역의 글렌 디베어메이커는 원시티라고 불리는 야심찬 지하철 개발 계획을 내놓았다. 이 계획안에 따르면 스카버러 RT를 경전철이 아닌 블루어-댄포스선의 연장 구간으로 운행하여, 에글린턴 애비뉴를 따라 동쪽으로, 댄포스 로드를 따라 북쪽으로 연장해 매코원과 셰퍼드 애비뉴까지 연장하는 방안으로, 중간에 로렌스와 엘즈미어에 정차하는 계획이었다. 디베어메이커는 TTC 보고서에 따르면 블루어-댄포스선 연장 비용이 스카버러 RT를 경전철로 전환 및 연장하는 비용보다 5억 달러가 더 들어가기 때문에, 추가 비용을 지출하고 케네디역에서 환승 없이 바로 스카버러까지 이어지는 노선을 짓는 게 어떻겠냐고 제안하였다. 하지만 이 계획은 지하철 연장으로 계획을 바꾸면서 이에 따른 혼란과 추가 비용을 감안하지 않았고, 5억 달러라는 수치는 오래된 지하철 건설 비용과 이 당시 경전철 변환 비용을 잘못 비교하였으며, 이 당시 지하철 건설 비용으로 검토했을 때 훨씬 더 많은 돈이 들어가게 되었다. 또한 정류장 수도 7개역으로 이루어진 경전철 노선에 비해 중전철 노선은 3개역만 짓게 되었다. 또한 2018년에 완공을 앞두었을 경전철 사업에 비해 지하철 연장은 빨라도 2023년에 개통하게 되었다.
그러나 "스카버러에는 지하철이 들어설 자격이 있다"라는 캐치프레이즈로 스카버러 주민들의 분노를 자극하는 지하철의 정치적 매력은 대다수의 의원들이 스카버러 지하철 연장을 지지하도록 설득하기에 충분했는데, 기존 사업을 진행하던 메트로링스는 이에 대해 분통을 터뜨렸다. 글렌 머레이 온타리오주 교통부 장관은 이 결정을 받아들였지만, 토론토시가 취소된 계약으로 인한 비용과 8,500만 달러에 육박하는 설계 변경으로 어려움을 겪을 것이라고 언급하였다. 머레이 장관은 또한 지하철 연장을 주 정부가 독자적으로 진행할 수 있다고 밝혀 더욱 혼란을 야기하였다.
스카버러 지하철 연장에 대한 논쟁은 2019년 4월까지 계속 이어졌다. 두 차례의 지방 선거와 한 차례의 주 선거를 거치면서 블루어-댄포스선은 에글린턴 애비뉴, 댄포스 로드, 매코원 로드를 따라 북동쪽으로 셰퍼드 애비뉴까지 지하로 연장되면서 로렌스 애비뉴와 스카버러 센터에 중간 정차역이 지어지게 되었다. 더그 포드 온타리오 주지사는 지하철 연장 비용 55억 달러를 전액 지원하겠다고 밝혔고 이 노선은 2030년에 개통할 예정이다.

### 수명 종료 및 운행 정지
스카버러에 경전철이냐 중전철이냐에 대한 논쟁으로 수 년의 시간이 흐르고, 스카버러 RT의 수명은 거의 한계에 다다르고 있었다. 2015년 기준 ICTS 차량 대부분이 기대수명인 25년을 훨씬 초과한 30년이 넘은 노후 차량이었다. TTC는 차량의 수명을 연장하고, 내부를 새로 단장하고, 파란색 비닐 랩을 이용해 외관에 새로운 모습을 주기 위한 전동차 대수선 작업에 착수했지만, 노후한 전동차를 유지·보수하기엔 한계가 있었다. 전동차가 노후하면서 고장이 잦았고 유지 비용도 더 많이 들어갔다.
2021년 2월, ICTS 장비를 세 번째로 수선하는 데에는 5억 2,240만 달러의 비용이 들어가고 실질적으로 별다른 효과가 없다는 사실을 깨달은 TTC 직원들은 이 노선의 폐선을 준비하였다. 스카버러 지하철 연장이 2026년 개통을 앞두었으면 그때까지 RT를 운행하는것이 가능했을 수도 있지만, 지하철 개통이 2030년으로 미루어지면서 더 이상 이 노선을 안전하게 운행할 수 없게 되었다. 이에 따라 교통국은 2023년에 3호선 스카버러를 영구 폐쇄할 것을 권고하고, 이를 대신할 급행 셔틀버스를 운행할 것을 권고하였다. 스카버러 지역 주민들은 지하철이 개통할 때까지 7년 동안 셔틀버스에 의존해야 했지만 지금으로써는 할 수 있는 유일한 해결책이었다.
하지만 케네디역에서 엘즈미어역까지 기존 선로를 걷어내고 버스 전용 도로로 전환하면 케네디역에서 스카버러센터역까지 운행 시간을 절감할 수 있다는 가능성이 제기되었다. 2022년 4월 TTC 보고서에 따르면 엘즈미어역에서 케네디역까지 4,950만 달러를 투입해 버스 전용 도로로 전환하고, 케네디역과 스카버러센터역의 버스 승강장을 확장하는 데 6,000만 달러가 들어갈 것이라고 추산되었다. 이에 따라 스카버러센터역에서 케네디역까지 기존 도로에 셔틀버스로 25분 걸리던 것을 15분으로 줄일 수 있을 것이라고 밝혔다. TTC 위원들은 이 보고서를 승인하였고, 토론토시가 예산을 확정하면 2025년까지 버스 전용 도로를 개통하여 악조건 속에서 최상의 시나리오가 됐을 수도 있다.
GO 트랜싯의 스토우빌선 아래 터널과 매코원에서 미들랜드역까지의 고가 선로는 어떻게 해야할 지 의문이 여전히 남아있다. 이 고가 선로를 맨해튼의 하이 라인처럼 공원으로 탈바꿈하자는 주장이 제기되었지만, 아직까지 진지한 계획은 나오지 않고 있다.
2023년 7월 24일, 45명을 실어나르던 3호선 스카버러 열차 중 하나가 엘즈미어역에서 남쪽으로 출발한 후 탈선했고, 이 사고로 5명이 부상을 입었다. TTC는 사고 원인이 조사되는 동안 이 노선을 폐쇄하였다. 조사와 폐쇄는 8월 말까지 지속될 것으로 예상했지만, 토론토시는 셔틀버스 도입 작업에 박차를 가했다. 2023년 11월 18일에 폐선을 앞두던 이 노선은 2023년 8월 24일에 예상보다 일찍 영구 폐쇄된다고 발표했다.

## 전동차
스카버러선에서 사용되는 4량 ICTS 전동차 7대는 온타리오주의 공기업이었다가 이후 봄바디어 트랜스포테이숀에 매각된 도시교통개발공사 (UTDC)에서 개발하였다. 이 사업안은 처음에 큰 결실을 맺지 못하였는데, 해밀턴에서 이 기술을 이용해 경전철 노선을 지으려다가 지역 주민들의 반대로 취소되었고, 당시 ICTS 기술을 사용하던 다른 전철 노선은 밴쿠버의 스카이트레인과 디트로이트의 피플 무버뿐이였다. 봄바디어가 UTDC를 인수한 후 기존에 있던 기술을 새로 정비해 차세대 스카이트레인 확장에 활용하였고 전세계 곳곳에 이 기술을 활용하여 새로운 경전철을 지었다. ICTS는 이후 발전적 도시 철도 (Advanced Rapid Transit, ART)로 이름을 바꾸었고 이는 봄바디어에 큰 성공을 이끌었다. 이 기술은 이후 이노비아 메트로로 이름을 바꾸어 오늘날에 이르렀다.
ICTS 전동차의 특징은 재래식 모터와 같이 회전하는 게 아닌 직선형 전동기를 통해 직선으로 움직이도록 하며, 트랙 중앙을 따라 이어지는 독특한 반자성 알루미늄 금속판과 반응하는 평평한 자석을 이용하여 전동차를 움직이는 방식이다. 이 방식으로 전동차가 움직이는 데 필요한 부품을 최소한으로 줄였고 유지 보수 비용을 낮췄다. 전동차 모터가 가속할 때 모터가 알루미늄 판에 대항하여 차를 선로로부터 미세하게 끌어올린다.
이 전동차는 컴퓨터로만 운행하며, 현재는 탈레스 레일 시그널링 솔루션스가 소유하고 납품하는 스탠다드 일렉트릭 로렌츠의 "셀트랙 IS" (SelTrac IS) 시스템의 초판으로 운전자가 따로 필요하지 않다. 하지만 교통국 직원 노조의 반대와 대중의 인식으로 전동차에 직원이 한 명씩 상주하였다.  열차는 여전히 자동으로 운행하였지만 상주하는 직원이 운행을 감시하고 출입문을 통제하는 역할을 수행하였다. 스카버러선이 개통될 당시에는 구현되지 않았던 기능 중 하나는 2008년 1월에 도입된 정차역 자동 안내방송으로 운전자가 더 이상 육성으로 안내방송할 필요가 없어졌다. 이 안내방송에는 TTC 직원인 수잔 비기오니의 목소리가 등장하는데, 그는 T1 시리즈와 폐차된 H4, H5, H6 열차의 안내방송 성우이기도 하였다.

## 선로
3호선 선로는 다섯 개의 궤도로 이루어졌는데, 동차는 궤도 고상에 동일한 상단에 있는 주행 궤도 사이에 위치한 유도 또는 '반응 궤도'에 의해 구동된다. 궤도에서 가장 가까운 척도에서 35cm가량 떨어진 곳에 +300V와 -300V의 동력 궤도가 양쪽에 나란히 놓여있다. 음극과 양극으로 이루어진 두 쌍의 궤도가 300V씩 총 600V의 직류를 형성한다.

## 노선
노선은 거꾸로 된 ㄴ자형으로, 처음에 케네디역에서 케네디 로드와 미들랜드 애비뉴 사이에 있는 캐나다 내셔널 철도 및 메트로링스의 스토우빌선 선로를 따라 나란히 북쪽으로 4km가량 엘즈미어 로드까지 이어지고, 이후 엘즈미어 로드에서 프로그레스 애비뉴 사이를 따라 매코원 로드까지 동쪽으로 이어진다. 스카버러선의 ICTS 전동차는 매코원역 동쪽에 있는 작은 차량기지에 정박하였다. 스토우빌선을 따라 나란히 이어지는 남북 구간은 지상이고 케네디역에 진입하면서 고상 승강장으로 올라간다. 엘즈미어역 북쪽에서 스토우빌선 선로를 건너기 위해 노선이 잠깐 지하로 진입하고 이후 매코원까지 고상으로 이어진다. 승객이 많은 케네디와 스카버러센터역에는 엘리베이터가 설치되어 휠체어 승객도 이용할 수 있다.
오전 2시부터 6시까지 (일요일에는 오전 8시까지) 노선이 운행하지 않는 시간대에는 302번 킹스턴 로드-매코원 심야버스가 이 노선을 따라 운행한다. 302번 버스는 322번 콕스웰 버스와 324번 빅토리아파크 버스로 갈아탈 수 있는 빙햄루프에서 킹스턴 로드를 따라 브림리까지, 이후 브림리를 따라 댄포스까지, 매코원을 따라 스틸즈까지 이어진다. 이 버스는 매코원역에만 정차하고 나머지 지하철역의 경우에는 조금 걸어가야 한다. 심야버스는 일요일에는 오전 8시까지 연장 운행하는데 이는 지하철이 오전 8시에 문을 열기 때문이다. 심야버스의 배차 간격은 30분이다.
이 노선은 출퇴근 시간대에 4-5분 간격으로, 평시에는 5-6분 간격으로 운행하였다.

## 운행
3호선 스카버러에는 총 28량의 차량이 있으며, TTC는 4량 1편성으로 이루어진 열차를 총 5편성에서 6편성으로 운행하였다. 3호선 열차는 두 종점 사이에 중간에 회차할 수 있는 역이 없기 때문에 종착역에서만 회차할 수 있고, 이에 따라서 열차 운행에 차질이 생기면 일부 구간만 운행을 중단할 수 있는 1호선 영-유니버시티와 2호선 블루어-댄포스와 달리 이 노선은 전 구간이 운행에 차질이 생긴다.
TTC는 겨울철 폭설이나 어는 비가 내릴 때 3호선에서 밤새 '폭풍열차'를 운행해 전기가 흐르는 선로에 얼음이 얼지 않게 하고, 결빙이 시작되면 전력 레일에 부동액을 뿌렸다. 하지만 2018-2019년 겨울부터 TTC는 3호선의 폭설 시 운행 절차를 바꾸기로 하고, 이에 따라 폭풍우가 오기 약 두 시간 전에 노선을 폐쇄하고 버스 운행으로 대체하기로 하였다. 2022년 2월 2일 눈폭풍 직전에 TTC는 3호선의 모든 열차를 25대의 셔틀버스로 대체하였다.
스카버러선의 S 시리즈 ICTS 전동차는 매코원역 동쪽에 위치한 매코원 기지에 정박하였다. 매코원 기지에서는 경검수를 수행하며 중검수 다른 지하철 노선과 궤간이 다르기 때문에 그린우드 차량기지까지 트럭으로 실어나른 후 검수하였다.

## 미래
3호선 스카버러가 노후해지면서 2006년에 이 노선을 개량하는 방안을 검토하였고 이후 2000년대 후반에는 이 노선을 경전철로 교체할지 중전철로 교체할지 열띤 토론이 오갔다. 2021년 3월 기준으로, 3호선은 2호선 블루어-댄포스를 케네디역에서 로렌스 애비뉴, 스카버러 타운 센터에 정차한 뒤 셰퍼드 애비뉴까지 이어지는 지하철 세 정거장 연장을 추진하고 있다. 2029년에서 2030년 사이에 공사 완공을 앞둔 이 연장 구간은 기존 3호선 역과는 다른 곳에 역이 지어진다. 온타리오주는 공사비 55억 달러를 전액 부담하기로 하였다. 2021년 2월, 토론토 교통국은 3호선을 2023년에 폐쇄하고 2호선 연장 구간이 개통할 때까지 셔틀버스를 운행하는 방안을 권고하였다.

### 노선 개량 및 연장
2006년 스카버러선의 미래에 대한 연구 보고서가 발표되었다. 보고서는 더 큰 전동차를 수용하기 위해 1억 9천만 달러 (2021년 기준 2억 4268만 달러)를 들여 8개월 동안 스카버러선을 개량하고 1억 7천만 달러 (2021년 2억 1713만 달러)를 들여 전동차를 새로 구매할 것을 권장하였다. 신형 전동차를 수용하기 위해서는 엘즈미어역 북쪽에 있는 터널을 다시 지어야 했다. TTC 이사회는 2006년 8월 30일에 노선 개량 계획을 승인하였지만, 이후 계획을 취소하였다. 당시 2호선 블루어-댄포스를 같은 선형으로 연장하거나 다른 선형으로 스카버러센터역까지 연장하는 것은 비효율적이라 판단되었다.
2015년 11월, 교통 컨설턴트이자 토론토 대학교 명예 교수인 리처드 소버맨은 2호선을 케네디역에서 북동쪽으로 연장하는 것보다 3호선에 신형 전동차를 사는 것이 더 저렴하고 빠르다고 주장하였다. 소버맨은 이 방안이 지하철 연장안보다 돈을 훨씬 절약하여 신형 전동차에 따른 터널 공사는 물론 셰퍼드 연장에 들어가는 추가 비용을 고려했을 때에도 탁월한 선택이라고 덧붙였다.

### 다른 노선으로 교체
2010년, 토론토시와 교통국은 3호선을 경전철로 전환하고 오늘날의 동부 종점인 매코원역을 맬번으로 연장하는 방안에 대한 환경영향평가를 마쳤다. 기존에 계획했던 에글린턴 크로스타운 경전철과 연계하여 하나의 노선인 '에글린턴 스카버러 크로스타운 경전철'로 불린 이 노선은 메트로링스가 3호선을 경전철로 전환하여 센테니얼 대학을 거쳐 셰퍼드 애비뉴까지 연장할 계획이었다. 기존 노선은 2015년 팬아메리칸 게임 이후로 문을 닫고 2020년에 경전철 노선이 새로 개통할 계획이었다. 2013년, 온타리오주는 에글린턴 경전철 신설은 물론 이 노선을 경전철로 개량하는 데 시공사 선정 작업에 돌입하였다.
2013년 6월, 토론토 시의회는 스카버러선을 대체할 노선으로 지하철을 연장하는 방안을 다시 논의하였다. 메트로링스는 이에 따라 기존 경전철 계약서에 어긋나는 관계로 스카버러 구간의 경전철 공사를 중단하겠다고 토론토 시의회에 공문을 보냈다. 지하철 연장은 경전철 전환보다 5억에서 10억 달러가 더 들어가게 되었다. 글로브 앤드 메일에 따르면 스카버러 지역 시의원들은 스카버러에 중전철이 아니라 경전철을 짓는 것은 스카버러 주민들에 대한010년, 토론토시와 교통국은 3호선을 경전철로 전환하고 오늘날의 동부 종점인 매코원역을 맬번으로 연장하는 방안에 대한 환경영향평가를 마쳤다. 기존에 계획했던 에글린턴 크로스타운 경전철과 연계하여 하나의 노선인 '에글린턴 스카버러 크로스타운 경전철'로 불린 이 노선은 메트로링스가 3호선을 경전철로 전환하여 센테니얼 대학을 거쳐 셰퍼드 애비뉴까지 연장할 계획이었다. 기존 노선은 2015년 팬아메리칸 게임 이후로 문을 닫고 2020년에 경전철 노선이 새로 개통할 계획이었다. 2013년, 온타리오주는 에글린턴 경전철 신설은 물론 이 노선을 경전철로 개량하는 데 시공사 선정 작업에 돌입하였다.
3호선을 대체하기 위한 지하철 계획안이 두 개 발표되었다. TTC 의장 카렌 스틴츠는 2호선 블루어-댄포스를 동쪽으로 연장한 뒤 북쪽으로 연장해 스카버러 종합병원, 스카버러 타운 센터와 셰퍼드 / 매코원에 정차해 셰퍼드 이스트 경전철로 잇는 방안을 제시하였다. 글렌 머레이 온타리오주 교통부 장관은 2호선을 3호선 선형으로 잇고 스카버러 타운 센터에 종착하는 방안을 제시하였다. 머레이 계획안에 따르면 두 정거장만 연장하고 셰퍼드 경전철과는 환승하지 않게 되었다. 또한, 이 계획을 따른다면 지하철이 북쪽으로 급커브를 할 수 없어서 케네디역을 이전해야 한다. 머레이 계획안은 2호선 연장 공사를 위해 지하철을 폐쇄해야 하는 반면 스틴츠 계획안은 공사 도중에도 운행을 계속할 수 있었다. 2013년 9월, 자유당 온타리오주 정부는 2호선을 케네디역에서 스카버러센터역까지 연장하는 데 14억 달러를 지원하겠다고 밝혔다. 하지만 10월 8일, 토론토 시의회가 찬성 24표, 반대 20표로 스틴츠의 세 정거장 연장안을 선호하였다. 지하철 연장은 35억 6천만 달러로 추산되었고, 이 중에서 주 정부가 14억 8천만 달러, 연방 정부가 6억 6천만 달러, 토론토시 부동산세를 통해 7억 4500만 달러, 부동산 개발세 인상분 1억 6500만 달러로 분담하기로 했다. 토론토시는 지하철 연장 비용을 부담하기 위해 공사비를 대출할 계획이었고 이에 따라 부동산세와 개발세를 앞으로 30년 동안 인상하여 부담하기로 했다.
2015년 7월, 토론토의 수석 설계사 제니퍼 키스마트는 2013년에 토론토시가 제출했던 보고서에서 출퇴근 시간대 시간당 승차량이 1만 4천명으로 TTC의 예상치인 9,500명에서 부풀려졌다고 지적하였다. 시의회가 이 예상 승차량을 두고 결정했던 만큼 시의원들도 이에 대해 정확한 수치를 요구하였다.
2016년 6월, 토론토 도시 설계 담당 직원들은 에글린턴 경전철 동부 연장에 공사비를 투자하기 위해 로렌스와 셰퍼드 애비뉴에 있는 역을 없앨 것을 제안하였다. 하지만 한 정거장 연장안이 32억 달러로 불어나면서 경전철 동부 연장에 예산이 투입될 수 없었다. 지하철 연장 비용이 늘어나고 경전철 동부 연장에 투자를 못하게 되자 조시 매트로우를 포함한 시의원 몇 명이 경전철이냐 중전철이냐에 대한 토론에 다시 불을 붙였다. TTC CEO 앤디 바이퍼드는 2013년부터 지연과 재설계를 거치면서 3호선을 따라 경전철을 짓는 비용이 최대 30억 달러로 불어났다고 밝혔지만, TTC의 브래드 로스는 이 예상 수치는 어떻게 가정하느냐에 따라 달라질 수 있다고 경고하였다. 시의회 투표 이후, 바이퍼드는 경전철이 지하철 개통과 같은 시기인 2026년 지연 개통을 고려한 비용 예상은 불필요했다고 시인하였다. 하지만 마이클 워런 전 TTC 전무는 경전철 노선이 2020년에 18억 달러를 들여 개통했을 수 있을 거라고 밝혔고 이 예상치는 표결 당시 시의회에서 밝혀지지 않았다. 또한 케네디역 이후로 나란히 달리는 통근열차 노선을 복선전철화하고 여기에 경전철을 지으면 공간이 부족하지는 않을 지 우려가 있었으나, 메트로링스는 공간은 충분히 있다고 분명히 하였다. 2016년 7월 13일, 토론토 시의회는 매트로우가 제시한 계획안을 2대 1 비율로 기각하였다.
글렌 디베이어메이커 시의원은 "스카버러 주민들 또한 토론토의 다른 지역에 있는 지하철이 필요하다"며 지하철 연장을 지지하였다. 토리 시장은 지하철에서 경전철로 계획을 변경하면 스카버러 내 대중교통 건설이 지연되고 주정부의 지원을 받지 못할 거라며 우려를 표명하였다. 2013년 9월, 메트로링스는 지하철과 경전철안을 비교하는 보고서 초안에서 지하철은 비용 효율이 좋지 않다고 결론지었으나, 시의회가 2016년 7월에 투표하기 전에 TTC가 메트로링스의 의견을 요청했을 때 답변을 주지 않았다.
2017년에 지하철 2호선 한 정거장 연장안은 33억 5천만 달러로 집계되었다. 2019년 4월에는 이 예상 비용이 39억 달러로 늘어났다.

### 세 정거장 계획
2019년 4월 10일, 더그 포드 온타리오 주지사가 55억 달러 규모의 지하철 세 정거장 연장 계획안을 부활하였고 이는 2029년에서 2030년 사이에 개통을 목표로 하고 있다.
2020년 12월 10일, 존 토리 토론토 시장은 스카버러로 지하철이 연장되기 몇 년 전에 3호선이 수명을 다 할 것이라고 밝혔다. 3호선 전동차는 내구 연한인 25년을 훨씬 넘은 35년 동안 운행하였고 이에 따라 유지 및 보수가 더욱 힘들어졌다고 밝혔다. 2021년 2월, 토론토 교통국은 3호선을 2023년에 폐선하고 지하철 연장 구간이 개통할 때까지 셔틀버스로 대체 운행하는 방안을 발표하였다. 교통국은 3호선의 정시 운행 및 안정성을 보장하지 못한다며 5억 2240만 달러를 들여 세 번째로 보수 공사하는 것을 거절하였다. 교통국은 2023년까지 3억 7480만 달러를 들여 60대의 하이브리드 버스를 구매하거나, 3억 5740만 달러를 들여 차고지에 있는 여분의 버스를 줄이고 버스 구매를 2027년에서 2030년 사이로 미루는 방안을 발표하였다. 케네디역에서 스카버러센터역까지 3호선은 10분 걸리는 반면, 셔틀버스는 15-18분 정도 걸린다. 지하철은 2030년에 개통될 예정이다.